# Ifigha
Ifigha (în arabă ايفيغاء) este o comună din provincia Tizi Ouzou, Algeria.
Populația comunei este de 9.160 de locuitori (2008).